# Шоррошо
Шоррошо (порт. Chorrochó)  —  муниципалитет в Бразилии, входит в штат Баия. Составная часть мезорегиона Вали-Сан-Франсискану-да-Баия. Входит в экономико-статистический  микрорегион Паулу-Афонсу. Население составляет 10 585 человек на 2006 год. Занимает площадь 2647,887 км². Плотность населения — 4,0 чел./км².

## Статистика
- Валовой внутренний продукт на 2003 год составляет 12 981 385,00 реалов (данные: Бразильский институт географии и статистики).
- Валовой внутренний продукт на душу населения на 2003 год составляет 1248,81 реалов (данные: Бразильский институт географии и статистики).
- Индекс развития человеческого потенциала на 2000 год составляет 0,589 (данные: Программа развития ООН).

## Важнейшие населенные пункты
| № | Населённый пункт       | Населённый пункт (порт.) | Категория | Население чел. (2010) | На карте                       |
| - | ---------------------- | ------------------------ | --------- | --------------------- | ------------------------------ |
| 1 | Нова-Барра-ду-Таррашил | Nova Barra do Tarrachil  | город     | 2689                  | 8°49′43″ ю. ш. 38°59′00″ з. д. |
| 2 | Шоррошо                | Chorrochó                | город     | 2623                  | 8°58′40″ ю. ш. 39°06′07″ з. д. |
| 3 | Караибас               | Caraíbas                 | поселок   | 382                   | 9°21′46″ ю. ш. 39°05′04″ з. д. |
| 4 | Варзея-да-Эма          | Várzea da Ema            | поселок   | 333                   | 9°30′00″ ю. ш. 38°59′20″ з. д. |
| 5 | Сан-Жозе               | São José                 | поселок   | 247                   | 9°09′51″ ю. ш. 39°10′27″ з. д. |